# Soleminis
Soleminis är en ort och kommun i provinsen Sydsardinien i regionen Sardinien i sydvästra Italien. Kommunen hade 1 869 invånare (2017).